# Aslan Darabayev
Aslan Kaýratovïç Darabayev (in kazako Аслан Кайратович Дарабаев?; 21 gennaio 1989) è un calciatore kazako, centrocampista dell'Elimai.

## Carriera

### Club
Ha giocato nella massima serie kazaka con Aqtöbe, Shahter Qaraǵandy e Qairat.

### Nazionale
Il 12 agosto 2014 ha esordito con la nazionale kazaka nell'amichevole vinta per 2-1 contro il Tagikistan.
Ha segnato il primo gol in nazionale il 6 giugno 2022 nella partita, valida per la UEFA Nations League 2022-2023, vinta per 1-0 contro la Slovacchia.

## Statistiche

### Cronologia presenze e reti in nazionale
Aggiornato al 2 maggio 2023

| Cronologia completa delle presenze e delle reti in nazionale ― Kazakistan | Cronologia completa delle presenze e delle reti in nazionale ― Kazakistan | Cronologia completa delle presenze e delle reti in nazionale ― Kazakistan | Cronologia completa delle presenze e delle reti in nazionale ― Kazakistan | Cronologia completa delle presenze e delle reti in nazionale ― Kazakistan | Cronologia completa delle presenze e delle reti in nazionale ― Kazakistan | Cronologia completa delle presenze e delle reti in nazionale ― Kazakistan | Cronologia completa delle presenze e delle reti in nazionale ― Kazakistan |
| Data                                                                      | Città                                                                     | In casa                                                                   | Risultato                                                                 | Ospiti                                                                    | Competizione                                                              | Reti                                                                      | Note                                                                      |
| ------------------------------------------------------------------------- | ------------------------------------------------------------------------- | ------------------------------------------------------------------------- | ------------------------------------------------------------------------- | ------------------------------------------------------------------------- | ------------------------------------------------------------------------- | ------------------------------------------------------------------------- | ------------------------------------------------------------------------- |
| 12-8-2014                                                                 | Almaty                                                                    | Kazakistan                                                                | 2 – 1                                                                     | Tagikistan                                                                | Amichevole                                                                | -                                                                         | 45’ 80’                                                                   |
| 12-8-2014                                                                 | Almaty                                                                    | Kazakistan                                                                | 2 – 1                                                                     | Tagikistan                                                                | Amichevole                                                                | -                                                                         | 45’ 80’                                                                   |
| 18-2-2015                                                                 | Aksu                                                                      | Kazakistan                                                                | 1 – 1                                                                     | Moldavia                                                                  | Amichevole                                                                | -                                                                         |                                                                           |
| 4-9-2017                                                                  | Varsavia                                                                  | Polonia                                                                   | 3 – 0                                                                     | Kazakistan                                                                | Qual. Mondiali 2018                                                       | -                                                                         |                                                                           |
| 5-10-2017                                                                 | Ploiești                                                                  | Romania                                                                   | 3 – 1                                                                     | Kazakistan                                                                | Qual. Mondiali 2018                                                       | -                                                                         | 73’                                                                       |
| 8-10-2017                                                                 | Astana                                                                    | Kazakistan                                                                | 1 – 1                                                                     | Armenia                                                                   | Qual. Mondiali 2018                                                       | -                                                                         | 75’                                                                       |
| 11-11-2020                                                                | Podgorica                                                                 | Montenegro                                                                | 0 – 0                                                                     | Kazakistan                                                                | Amichevole                                                                | -                                                                         | 61’                                                                       |
| 15-11-2020                                                                | Scutari                                                                   | Albania                                                                   | 3 – 1                                                                     | Kazakistan                                                                | UEFA Nations League 2020-2021 - 1º Turno                                  | -                                                                         | 86’                                                                       |
| 16-11-2021                                                                | Astana                                                                    | Kazakistan                                                                | 1 – 0                                                                     | Tagikistan                                                                | Amichevole                                                                | -                                                                         | 71’                                                                       |
| 3-6-2022                                                                  | Astana                                                                    | Kazakistan                                                                | 2 – 0                                                                     | Azerbaigian                                                               | UEFA Nations League 2022-2023 - 1º Turno                                  | -                                                                         |                                                                           |
| 6-6-2022                                                                  | Trnava                                                                    | Slovacchia                                                                | 0 – 1                                                                     | Kazakistan                                                                | UEFA Nations League 2022-2023 - 1º Turno                                  | 1                                                                         | 73’                                                                       |
| 10-6-2022                                                                 | Novi Sad                                                                  | Bielorussia                                                               | 1 – 1                                                                     | Kazakistan                                                                | UEFA Nations League 2022-2023 - 1º Turno                                  | -                                                                         | 77’                                                                       |
| 13-6-2022                                                                 | Astana                                                                    | Kazakistan                                                                | 2 – 1                                                                     | Slovacchia                                                                | UEFA Nations League 2022-2023 - 1º Turno                                  | -                                                                         | 88’                                                                       |
| 22-9-2022                                                                 | Astana                                                                    | Kazakistan                                                                | 2 – 1                                                                     | Bielorussia                                                               | UEFA Nations League 2022-2023 - 1º Turno                                  | -                                                                         | 49’                                                                       |
| 25-9-2022                                                                 | Baku                                                                      | Bielorussia                                                               | 1 – 1                                                                     | Kazakistan                                                                | UEFA Nations League 2022-2023 - 1º Turno                                  | -                                                                         | 77’                                                                       |
| 16-11-2022                                                                | Tashkent                                                                  | Uzbekistan                                                                | 2 – 0                                                                     | Kazakistan                                                                | Amichevole                                                                | -                                                                         | 45’                                                                       |
| 23-3-2023                                                                 | Astana                                                                    | Kazakistan                                                                | 1 – 2                                                                     | Slovenia                                                                  | Qual. Euro 2024                                                           | -                                                                         | 79’                                                                       |
| 26-3-2023                                                                 | Astana                                                                    | Kazakistan                                                                | 3 – 2                                                                     | Danimarca                                                                 | Qual. Euro 2024                                                           | -                                                                         | 83’                                                                       |
| 7-9-2023                                                                  | Astana                                                                    | Kazakistan                                                                | 0 – 1                                                                     | Finlandia                                                                 | Qual. Euro 2024                                                           | -                                                                         | 67’                                                                       |
| 10-9-2023                                                                 | Astana                                                                    | Kazakistan                                                                | 1 – 0                                                                     | Irlanda del Nord                                                          | Qual. Euro 2024                                                           | -                                                                         | 71’                                                                       |
| 14-10-2023                                                                | Copenaghen                                                                | Danimarca                                                                 | 3 – 1                                                                     | Kazakistan                                                                | Qual. Euro 2024                                                           | -                                                                         | 75’                                                                       |
| 10-10-2024                                                                | Linz                                                                      | Austria                                                                   | 4 – 0                                                                     | Kazakistan                                                                | UEFA Nations League 2024-2025 - 1º turno                                  | -                                                                         | 67’                                                                       |
| 13-10-2024                                                                | Almaty                                                                    | Kazakistan                                                                | 0 – 1                                                                     | Slovenia                                                                  | UEFA Nations League 2024-2025 - 1º turno                                  | -                                                                         | 78’                                                                       |
| 14-11-2024                                                                | Pavlodar                                                                  | Kazakistan                                                                | 0 – 2                                                                     | Austria                                                                   | UEFA Nations League 2024-2025 - 1º turno                                  | -                                                                         | 57’                                                                       |
| Totale                                                                    |                                                                           | Presenze                                                                  | 24                                                                        |                                                                           | Reti                                                                      | 1                                                                         |                                                                           |

## Palmarès

### Club
- Coppa del Kazakistan: 2

Qaırat: 2014, 2015
- Supercoppa del Kazakistan: 3

Aqtóbe: 2010
Qaırat: 2016
Astana: 2023
- Campionato kazako: 1

Astana: 2022

### Individuale
- Capocannoniere della coppa del Kazakistan: 1

2014 (3 gol)